# フランチェスコ・サヴェリオ・ニッティ

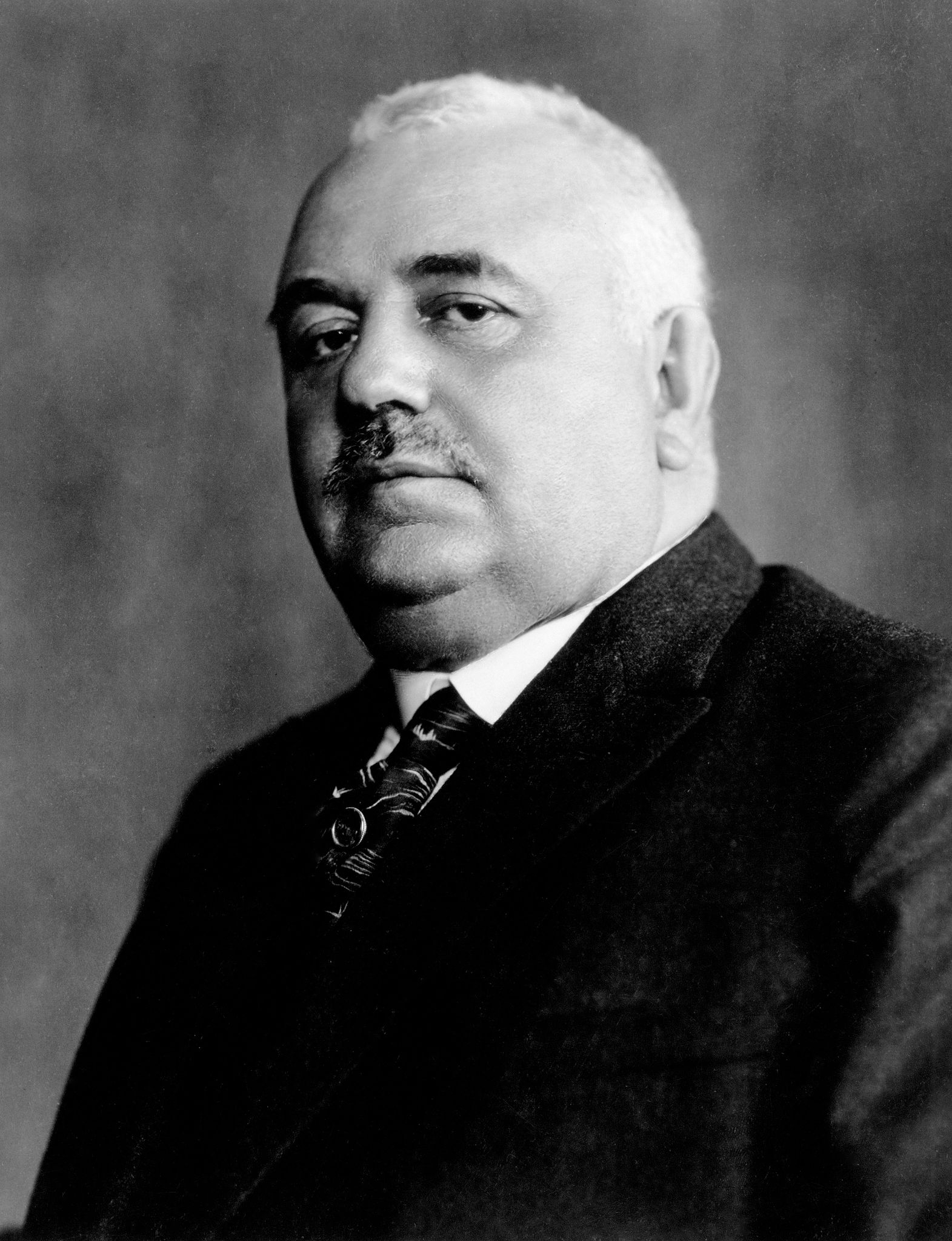
フランチェスコ・サヴェリオ・ニッティ

フランチェスコ・サヴェリオ・ニッティ（Francesco Saverio Nitti、1868年7月19日 - 1953年2月20日）はイタリアの政治家、経済学者。
1898年からナポリ大学で財政学を担当、1904年には自由党から議員に当選し、農商相と蔵相を得て、1919年から1920年には首相兼内相に就任したが、ベニート・ムッソリーニの政権掌握の翌年である1923年に亡命した。第二次世界大戦後には帰国して下院議員（1946年 - 1948年）、上院議員（1948年 - 1953年）に選ばれた。
1953年、死去。